# Kostîriv, Sosnîțea
Kostîriv (în ucraineană Костирів) este un sat în comuna Pekariv din raionul Sosnîțea, regiunea Cernihiv, Ucraina.

## Demografie
Componența lingvistică a localității Kostîriv
     Ucraineană (99,3%)
     Alte limbi (0,7%)
Conform recensământului din 2001, majoritatea populației localității Kostîriv era vorbitoare de ucraineană (99,3%), existând în minoritate și vorbitori de alte limbi.